# إرنست جاي ويلسون الثالث
إرنست جاي ويلسون الثالث (بالإنجليزية: Ernest J. Wilson III)‏ هو أكاديمي أمريكي، ولد في 1948.

## وصلات خارجية
- إرنست جاي ويلسون الثالث على موقع إن إن دي بي (الإنجليزية)